# Edmundo Ros
Edmundo Ros, voluit Edmundo William Ros (Port of Spain, 7 december 1910 – Alicante, 22 oktober 2011) was een muzikant en bandleider uit Trinidad & Tobago.

## Biografie
Ros werd in 1910 geboren in Port of Spain. Zijn moeder kwam uit Venezuela, zijn vader uit Schotland. Tijdens zijn militaire dienst speelde hij al in een band. In 1937 verhuisde hij naar Londen om er klassieke muziek te studeren. Reeds in 1938 speelde hij samen met Fats Waller. In 1940 vormde hij zijn eigen Rumbaband. Zijn band speelde vooral in Londen, met name voor de bovenklasse van de bevolking. Vanaf 1946 was hij eigenaar van een eigen club in Londen.
Tussen 1944 en 1974 nam hij meer dan 800 nummers op bij Decca Records.
Ros ontving diverse onderscheidingen. In 2000 werd hij benoemd tot Officier in de Orde van het Britse Rijk. Hij overleed in 2011 op honderdjarige leeftijd.

## Werk
Zijn bekendste albums zijn:
| - Edmundo Ros And His Rumba Band, 1939–1941, lp - Tropical Magic, 1942–1944, lp - Cuban Love Song, 1945, lp - On Broadway, lp - Show Boat/Porgy & Bess, lp - Ros at the Opera - Broadway goes Latin - Rhythms of the South - Latin Carnival - New Rhythms of The South - Latin Boss…Señor Ros - Arriba - Latin Hits I Missed - Strings Latino! - Hair Goes Latin | - Heading South of the Border - The Latin King - This is My World - Caribbean Ros - Sunshine and Olé! - Give My Regards to Broadway - Doin' the Samba, cd - Rhythms of the South/New Rhythms of the South, cd - Good! Good! Good!, cd - Strings Latino/Latin Hits I Missed, cd - That Latin Sound - Wedding Samba (bewerking van het jiddische lied Nayer Sher) - Cancion Cubana - Mambo Jambo, Naxos, cd |

- Biblioteca Nacional de España: XX885817
- Bibliothèque nationale de France: cb14047710g (data)
- Gemeinsame Normdatei: 135499127
- International Standard Name Identifier: 0000 0000 8171 8751
- Library of Congress Control Number: n94095027
- MusicBrainz: af06ac05-d9ec-4a5d-a637-aa75830f08d8
- Nationale Bibliotheek van Tsjechië: xx0120426
- Nederlandse Thesaurus van Auteursnamen: 07411011X
- Système universitaire de documentation: 158542584
- Virtual International Authority File: 104814392
- WorldCat: E39PBJcRfrFMC6FQtxtdp83YT3